# Левитт, Майкл
Майкл Ле́витт (англ. Michael Levitt; род. 9 мая 1947, Претория, ЮАС) — британский, израильский и американский биофизик, лауреат Нобелевской премии по химии за 2013 год совместно с Мартином Карплусом и Арье Варшелем с формулировкой за «компьютерное моделирование химических систем». Член Национальной академии наук США, профессор Стэнфордского университета (с 1987 года).

## Биография
Родился в еврейской семье. Мать — учительница Гертруда Левитт (урождённая Штерн, 1915—2022), её семья переселилась в Южную Африку из Богемии; отец — адвокат Натан Левитт (1910—2000), эмигрировал в ЮАР из Плунгян. Брак родителей распался в 1960 году. В 1964 году переехал с матерью в Великобританию, где получил образование в лондонском Кингс-колледже, закончив его в 1967 году со степенью бакалавра наук по физике. В 1967—1968 годах стажировался в лаборатории Шнеура Лифсона в Институте Вейцмана в Реховоте (его ментором был Арье Варшель). В 1971 году в колледже Гонвилл-энд-Киз получил степень доктора философии в области вычислительной биологии, затем продолжил постдокторскую стажировку у Шнеура Лифсона в Институте Вейцмана (1972—1974) и в октябре 1974 года был принят научным сотрудником в Лабораторию молекулярной биологии в Кембридже. В 1979—1987 годах Левитт был сначала доцентом, а с 1984 года профессором химической физики в Институте Вейцмана в Израиле (в 1980—1983 годах — также заведующим отделением химической физики этого института).
С 1987 года профессор отделения структурной биологии медицинской школы Стэнфордского университета, в 1993—2004 годах заведующий этим отделением.
В 2016 году подписал письмо с призывом к Greenpeace, Организации Объединенных Наций и правительствам всего мира прекратить борьбу с генетически модифицированными организмами (ГМО).
М. Левитт стал одним из первых, кто применил метод классической молекулярной динамики к молекулам ДНК и белков и разработал первое программное обеспечение для этих целей.
Также Левитт разработал методы предсказания макромолекулярных структур, принимая участие в эксперименте CASP. Он был научным руководителем у таких учёных, как Марк Герштейн и Рам Самудрала. Также Левитт работал в сотрудничестве с Сайрусом Чотия.
Среди его учеников такие известные профессора, как Стивен Бреннер, Сайрус Чотиа, Валери Даггетт, Марк Герштейн, Джулиан Гоф Рам, Гуннар Шредер, Гаурав Чопра, Питер Минари, Авраам Оливье Самсон, Сюйхуи Хуанг и другие.

## Семья
Жена — Рина Левитт, скульптор и художник; имеет 3 сыновей.